# Stanley Blystone
William Stanley Blystone (Eau Claire, 1º agosto 1894 – Hollywood, 16 luglio 1956) è stato un attore statunitense.

## Filmografia parziale

### Cinema
- L'albergo delle sorprese (Synthetic Sin), regia di William A. Seiter (1929)
- Hold 'Em Jail, regia di Norman Taurog (1932)
- Man of Action, regia di George Melford (1933)
- The Fighting Parson, regia di Harry L. Fraser (1933)
- Tempi moderni (Modern Times), regia di Charlie Chaplin (1936)
- Tim Tyler's Luck, regia di Ford Beebe e Wyndham Gittens (1937)
- Eyes of Texas, regia di William Witney (1948)
- Straniero in patria (Jack McCall Desperado), regia di Sidney Salkow (1953)

### Televisione
- Il cavaliere solitario (The Lone Ranger) – serie TV, 5 episodi (1950-1953)
- The Roy Rogers Show – serie TV, 3 episodi (1952-1953)
- Le avventure di Campione (The Adventures of Champion) – serie TV, episodio 1x10 (1955)
- Screen Directors Playhouse – serie TV, episodi 1x05-1x18-1x20 (1955-1956)